# 3244 Petronius
3244 Petronius là một tiểu hành tinh vành đai chính tìm thấy ở vành đai tiểu hành tinh. Nó được phát hiện bởi Cornelis Johannes van Houten, Ingrid van Houten-Groeneveld và Tom Gehrels năm 1960. Nó được đặt theo tên Petronius Arbiter.